# Чорне гестапо
Чорне гестапо (також — Воїни Гетто) (англ. The Black Gestapo) — фільм 1975 року режисера Лі Фроста в жанрі блексплуатейшен.
За сюжетом генерал Ахмед створює міську народну армію для захисту темношкірих громадян району Воттс, у Лос-Анджелесі. Однак, коли армії вдається здолати вуличні банди, полковник Коджа захоплює контроль над армією, щоб реформувати рух у фашистську злочинну організацію, та захопити місто.
Фільм зображує афроамериканських чоловіків, одягнених як нацисти, а також містить багато сцен насильства, в тому числі сцени кастрації та і софткору.
В якості камео, у фільмі взяла участь Уші Дігарт.

## У ролях
- Род Перрі — генерал Ахмед
- Чарльз П. Робінсон — полковник Коджа
- Філ Гувер — Віто
- Ед Крос — Делмей
- Анжела Брент — Марша
- Вес Бішоп — Ернест
- Лі Фрост — Вінсент
- Дона Десмонд — біла повія
- Чарльз Хауертон — Джо
- Рай Таско — доктор Ліск
- Девід Брайант — продавець допінгу
- Дж. Крістофер Салліван — власник телевізора
- Сьюзен Рендольф — дівчина Вінсента
- Колін Мале — диктор новин
- Джин Рассел — азартний гравець
- Уші Дігард — дівчина Коджі
- Чак Уеллс — солдат
- Білл Квін — бухгалтер
- Тім Вейд — місцевий
- Роджер Джентр — місцевий

## Зовнішні посилання
- The Black Gestapo на сайті IMDb (англ.)
- Чорне гестапо на сайті American Film Institute Catalog[en] (англ.)
- Чорне гестапо на TCM Movie Database (англ.)
- Чорне гестапо на сайті AllMovie (англ.)
- Чорне гестапо в телегіді (збірник 1987 року був спочатку опублікований у «Кінопосібнику» )
- Чорне гестапо в Trash City